# Shahr Khodro Football Club
Lo Shahr Khodro Football Club (in persiano باشگاه فوتبال شهرخودرو‎, "club calcistico città dell'automobile"), noto fino al 2013 come Padideh Mashhad Football Club (in persiano باشگاه فوتبال پدیده مشهد‎, "club calcistico fenomeno Mashhad"), è una società calcistica iraniana di Mashhad. Milita nella Lega professionistica del Golfo persico, la massima divisione del campionato iraniano di calcio.
Fondato nel 1998, è uno dei più antichi club calcistici dell'Iran settentrionale.
Disputa le partite casalinghe allo stadio Imam Reza di Mashhad, dotato di 27 700 posti a sedere.

## Organico

### Rosa 2020-2021
Aggiornata al 21 novembre 2020.
| N. |                 | Ruolo | Calciatore             |
| -- | --------------- | ----- | ---------------------- |
| 1  | Iran (bandiera) | P     | Milad Farahani         |
| 3  | Iran (bandiera) | D     | Ali Nemati U25         |
| 4  | Iran (bandiera) | C     | Omid Mansouri U23      |
| 5  | Iran (bandiera) | D     | Farshad Faraji         |
| 6  | Iran (bandiera) | C     | Mohammad Erfan Masoumi |
| 7  | Iran (bandiera) | A     | Rahman Jafari          |
| 8  | Iran (bandiera) | C     | Akbar Sadeghi          |
| 9  | Iran (bandiera) | A     | Amin Ghaseminejad      |
| 10 | Iran (bandiera) | A     | Ahmad Aljabouri        |
| 11 | Iran (bandiera) | A     | Hossein Mehraban U25   |
| 14 | Iran (bandiera) | C     | Abouzar Safarzadeh     |
| 16 | Iran (bandiera) | C     | Alireza Asadabadi U19  |
| 17 | Iran (bandiera) | D     | Hassan Jafari          |
| 18 | Iran (bandiera) | C     | Ali Taheran            |

| N. |                 | Ruolo | Calciatore                 |
| -- | --------------- | ----- | -------------------------- |
| 20 | Iran (bandiera) | D     | Behtash Misaghian          |
| 22 | Iran (bandiera) | P     | Mohammad Javad Kia U19     |
| 27 | Iran (bandiera) | D     | Mohammad Ali Faramarzi     |
| 33 | Iran (bandiera) | P     | Matin Safaeian U23         |
| 38 | Iran (bandiera) | A     | Meraj Pourtaghi U23        |
| 66 | Iran (bandiera) | D     | Mohammad Mohammadzadeh U23 |
| 70 | Iran (bandiera) | D     | Javad Mohammadzadeh U23    |
| 76 | Iran (bandiera) | A     | Morteza Khorasani U23      |
| 77 | Iran (bandiera) | C     | Sadegh Sadeghi             |
| 78 | Iran (bandiera) | C     | Amirhassan Jafari U21      |
| 79 | Iran (bandiera) | P     | Saeid Jalalirad            |
| 88 | Iran (bandiera) | C     | Rouhollah Seifollahi       |
| 99 | Iran (bandiera) | C     | Amir Hossein Karimi        |

## Palmarès

### Competizioni nazionali
- Campionato iraniano di seconda divisione: 1

2013-2014
- Campionato iraniano di terza divisione: 1

2008-2009

### Altri piazzamenti
- Coppa d'Iran:

semifinale: 2014-2015